# Giovannino von Huth
Giovannino Hermann Oscar Rantzov von Huth (24. september 1845 i København – 31. marts 1917 på Frederiksberg) var en dansk tømrermester og tegnelærer.
G. von Huth var søn af kammerråd Tancredo Wilhelm Philip Georg von Huth (1817-1888, sønnesøn af statsminister Heinrich Wilhelm von Huth) og Mette Cathrine f. Nielsen (1818-1881). Sin barndom tilbragte han i Slesvig by, hvor faderen var toldembedsmand; efter en kort virksomhed som kontorist gik han i tømrerlære hos Julius Blom, blev svend 1866 og arbejdede nu nogle år afvekslende som tømrer, tegner og bygningskonduktør, dels i Danmark hos Johan Vilhelm Unmack, dels i Amsterdam. 1875 blev han mester og virkede som sådan en kort periode, indtil han 1876 oprettede en privat tegneskole. Samtidig blev han ansat som lærer i fagtegning for tømrere og murere ved Det tekniske Selskabs Skole, hvor han var en almindelig anerkendt, udmærket lærer; hans undervisning ved hjælp af fortegninger og snildt konstruerede modeller er mønsterværdig. 8. december 1877 ægtede han i Garnisons Kirke Charlotte Marie Crone (6. september 1851 – 2. marts 1930), datter af skibsprovianteringshandler Marcus Crone og søster til Hilmar Crone. Gennem denne forbindelse fik Huth medansvar for reproduktionsfirmaet Pacht & Crone, og en af parrets sønner, Johan Frederik von Huth (1885-1961), overtog ledelsen efter faderens død. Han blev Ridder af Dannebrog.